# 1951 en France
Chronologie de la France
- 1947
- 1948
- 1949
- 1950
- 1951
- 1952
- 1953
- 1954
- 1955

Cet article présente les faits marquants de l'année 1951 en France.

## Événements

### Janvier
- 5 janvier : loi portant amnistie de certaines infractions commises durant la Seconde Guerre mondiale[1].
- 8 janvier :  de par les tensions internationales (guerre froide, guerre de Corée, guerre d’Indochine) le parlement adopte la loi de réarmement du pays. Augmentation de 55 % des dépenses militaires (qui passent à 1 250 milliards). La loi établit de nouveaux prélèvements estimés à 140 milliards de francs et des coupes de 110 milliards de francs dans les dépenses d'investissements. La hausse fiscale se répartit selon une hausse de 24 à 34 % du taux de l’IS, une hausse des taux de la taxe à la production de 13,5 et 4,75 % à 14,5 et 5,5 %, une majoration de 20 % de la plupart des droits d’enregistrement, ainsi qu’une majoration de 15 % des droits de douane sur les denrées coloniales et des taxes sur les produits pétroliers, une hausse de 4 points de la taxe proportionnelle de l’IRPP (de 18 à 22 %), la création d'une nouvelle taxe sur les transports routiers[2].
- 11 janvier : loi Deixonne relative à l’enseignement des langues et dialectes locaux[3].
- 13 - 17 janvier, Indochine : bataille de Vĩnh Yên[4]. Offensive française victorieuse sous le commandement du général Jean de Lattre de Tassigny.
- 16 janvier : lancement de hebdomadaire d'extrême droite Rivarol par René Malliavin[5].

### Février
- 8 février : accords franco-tunisiens. Décrets amorçant la fin de l’administration directe par la France en Tunisie[6].
- 15 février :
  - ouverture à Paris de la conférence sur la Communauté européenne de défense (CED). Un accord intermédiaire est atteint le 24 juillet[7].
  - création du CNIP (Centre national des indépendants et paysans) par la fusion du CNI et du Parti paysan d'union sociale de Paul Antier[8].
- Nuit du 18-19 février : Paul Pronnier, ex-militant communiste du Pas-de-Calais, met le feu à plusieurs meules de foin près de Bully-Grenay puis tue un fermier qui tentait de l'interpeller. Arrêté le lendemain il incrimine les chefs du parti communiste local qui lui auraient donné des consignes de sabotage[9].

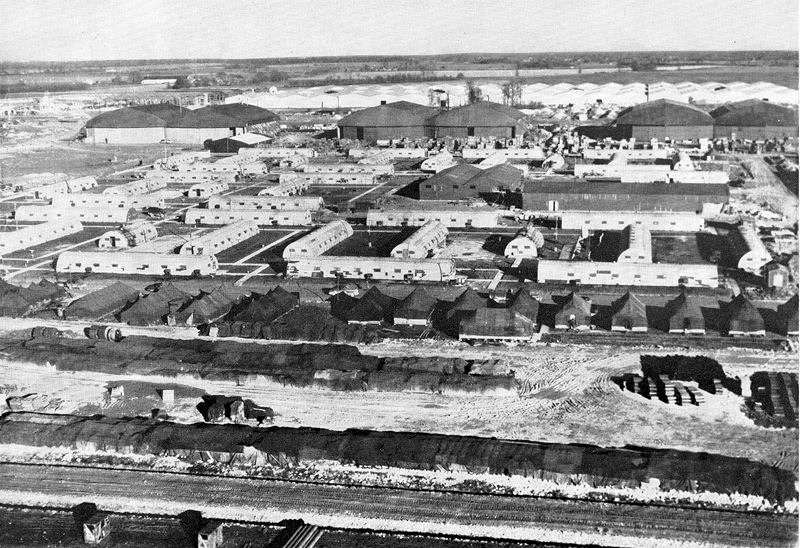
Le dépôt de La Martinerie en 1951.

- 27 février : accord franco-américain relatif à l'établissement d'une base de l'OTAN à  Déols-La-Martinerie près de Châteauroux[10].
- 28 février : chute du premier gouvernement Pleven[11].

### Mars
- Mars : création à Nogentel du premier télé-club, expérience télévisuelle collective[12].
- 9 mars : démission du président du Conseil René Pleven[13].
- 13 mars : investiture du troisième gouvernement Queuille[11].
- 23 - 28 mars : victoire française sur le Việt Minh à la bataille de Mao Khê[14].

### Avril
- 1er avril : premier numéro des Cahiers du cinéma[15].
- 3 - 20 avril : quatrième édition du Festival de Cannes[16].
- 3 - 4 avril : première assemblée plénière de l’épiscopat français depuis 1907[17].

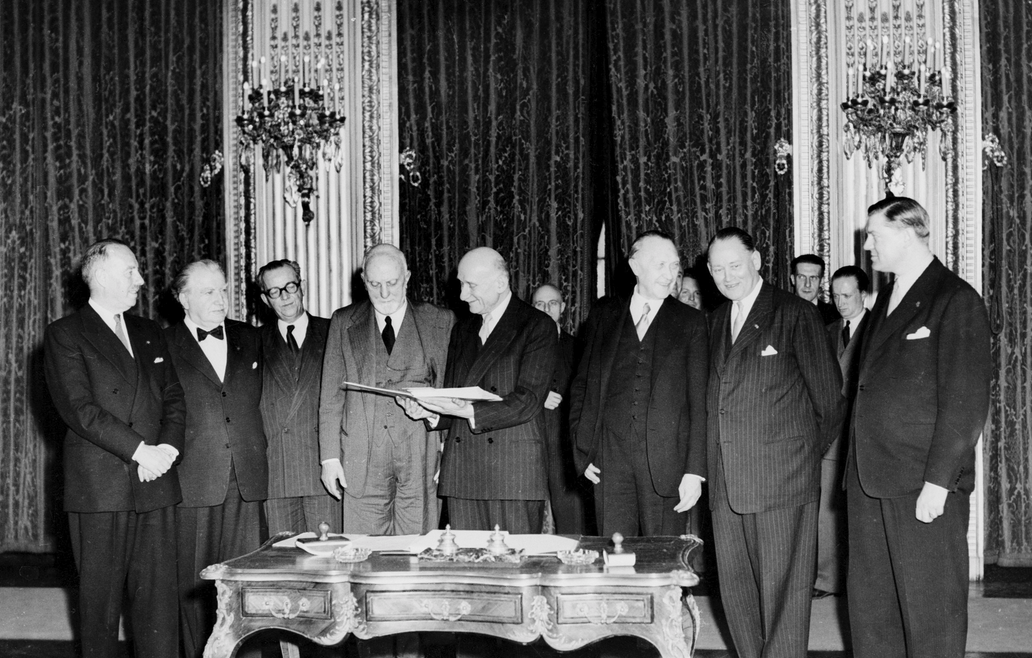
Traité de Paris.

- 18 avril : traité de Paris. Création de la communauté européenne du charbon et de l’acier (CECA) établie entre la Belgique, la République fédérale d’Allemagne, la France, l’Italie, le Luxembourg et les Pays-Bas, pour sceller les bases d’un marché commun dans ces deux secteurs. Le traité entrera en vigueur le 23 juillet 1952[18].
- 20 avril :  Louis-Ferdinand Céline , condamné pour trahison et collaboration avec les nazis , est amnistié[19].
- 24 avril : loi n° 51-461 votée à l'initiative des parlementaires girondins Jules Ramarony et Jean Sourbet qui complète la loi Grammont du 2 juillet 1850 relative aux mauvais traitements sur animaux domestiques. Elle la rend inapplicable aux courses de taureaux lorsqu’une tradition ininterrompue peut être invoquée[20].

- 28 avril-20 mai : exposition internationale du textile à Lille[21].
- 29 avril : inauguration du musée Honoré de Balzac au château de Saché par Georges Duhamel[22].

### Mai
- 7 mai : loi sur les apparentements des partis politiques[11]. Elle réforme le scrutin électoral des élections législatives en combinant la représentation proportionnelle avec une prime à la majorité. Toute coalition (apparentement) de partis ayant obtenu au moins 50 % des voix au scrutin proportionnel gagnera la totalité des sièges de la circonscription. Cette loi, vivement décriée par les gaullistes et les communistes, assure le maintien au pouvoir des partis centristes contre « les périls que sont l’entreprise de pouvoir personnel et la dictature d’un parti au service de l’étranger » (Henri Queuille).
- 23 mai : réforme électorale élargissant le droit de vote dans les colonies françaises[23].
- 24 mai : vote par le parlement de la loi fiscale sur les dépenses courantes. Les dépenses s’élèvent à 2 648 milliards de francs et les recettes à 2 104 milliards de francs (qui comprend l'’aide américaine du Plan Marshall évaluée à 115 milliards de francs). Les recettes fiscales ne représentent que 1 874 milliards de francs. Le vote de la loi du 24 mai est un désaveu pour le gouvernement car elle ne comporte pas de hausses d’impôts mais de nouvelles mesures d'allègements fiscaux, qui grèvent le budget et creusent dangereusement le déficit public[2].
- 28 mai - 4 juin : bataille du Day. Début de l’enlisement de la France dans la guerre d’Indochine[24].

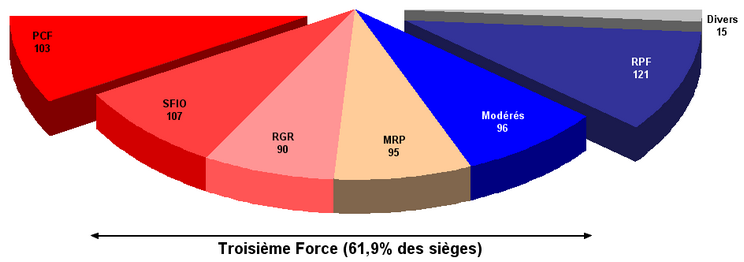
Le système des apparentements évite que les communistes et les gaullistes ne submergent l’assemblée et donne une représentation parlementaire de force voisine aux six représentations politiques (106 socialistes, 88 MRP, 99 radicaux et assimilés, 99 modérés, 101 communistes et 117 RPF). La majorité de droite formée sur la question scolaire (MRP, SFIO, Parti radical et modérés) n’est pas totalement cohérente. Bien qu'étant unis par leur soutien à la 4e république, les partis composant Troisième force se diviseront et finalement imploseront sur la question algérienne.

### Juin
- 17 juin : élections législatives fortement marquée par la loi sur les apparentements. « Chambre hexagonale » (Henri Queuille) : le PCF (communistes) arrive en tête (25,9 %) suivi par le RPF (gaullistes) (20,4 %). La coalition des partis de Troisième Force obtient 51,0 % des voix et 62 % des sièges au parlement[11].
- 22 juin : arrêt Daudignac sur la liberté du commerce et de l'industrie[25].

### Juillet
- 5 juillet : ouverture de la IIe législature de la Quatrième République[26].
- 9 juillet : la France et le Royaume-Uni mettent fin à l’état de guerre avec l’Allemagne (suivies par les États-Unis le 24 octobre)[27].
- 11 juillet : chute du troisième gouvernement Queuille[13].

### Août
- 9-13 août : procès des seize de Basse-Pointe à la cour d'assises de Bordeaux. À la suite de l'assassinat d'un administrateur blanc dans une plantation en Martinique, seize coupeurs de canne sont jugés et acquittés dans l'ancien port négrier[28].

- 11 août : début du deuxième gouvernement Pleven jusqu'au 7 janvier 1952[13].
- 17 août : « l'affaire du pain maudit » frappe la ville de Pont-Saint-Esprit, faisant sept morts[29].

### Septembre
- Septembre : création de l'Union fédérale de la consommation[30].

- 21 et 28 septembre : loi Marie-Barangé[11]. Cette loi admet les élèves des établissements privés au bénéfice des bourses de l'État et octroie une allocation trimestrielle pour chaque enfant fréquentant l'école primaire publique ou privée. L'opposition virulente de la SFIO sonne la fin de la « Troisième Force ».

### Octobre
- 1er octobre : ouverture de l'École nationale des impôts[31].
- 3-10 octobre : les forces françaises du général Salan repoussent une attaque du Việt Minh à la bataille de Nghia Lo, grâce à l’envoi de troupes aéroportées sur les arrières des assaillants[32].
- 7 et 14 octobre : élections cantonales[33].

### Novembre
- 4 novembre : premier jumelage entre deux villes européennes : Troyes et Tournai[34].

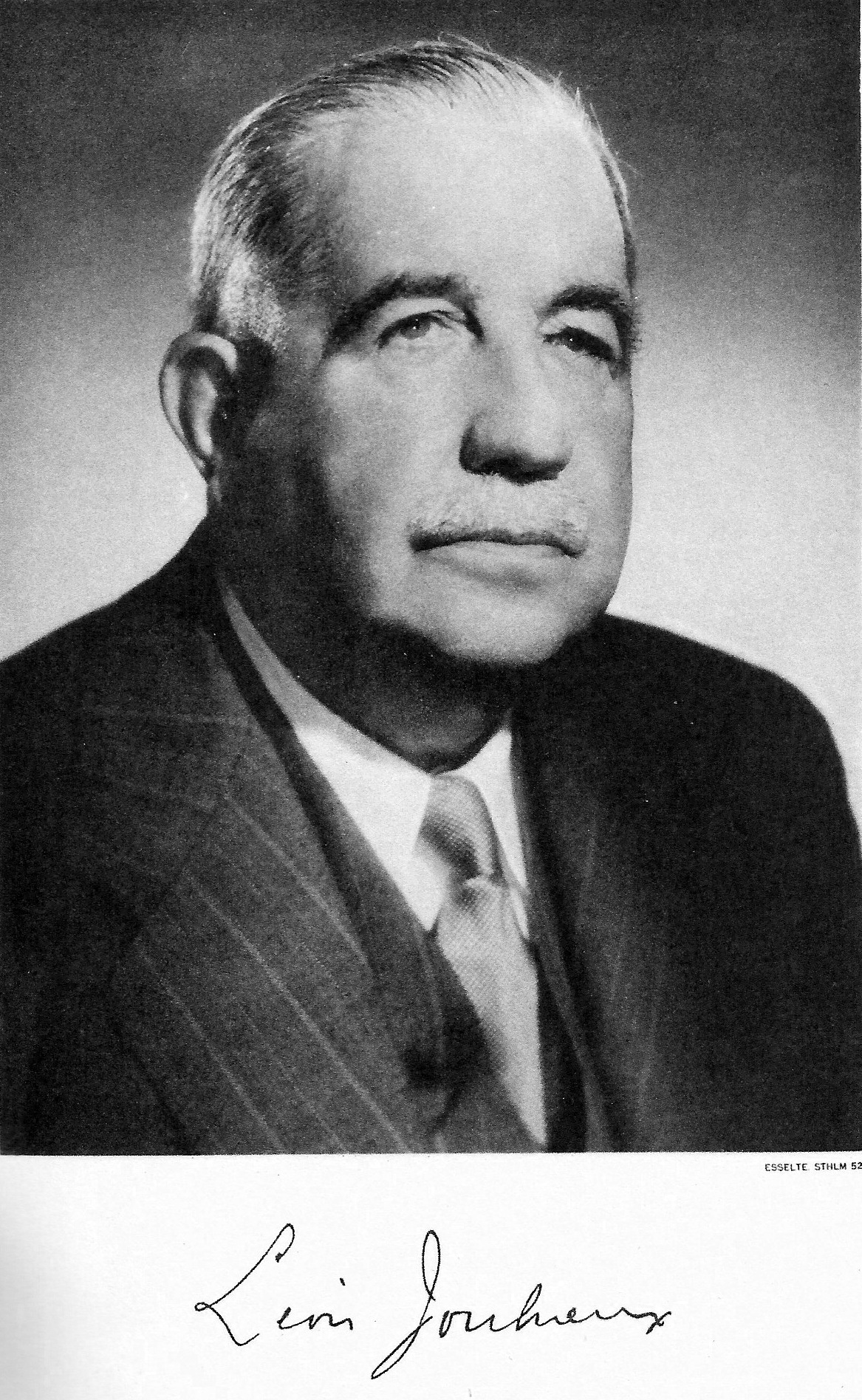
Léon Jouhaux en 1951.

- 5 novembre : le prix Nobel de la paix est attribué au Français Léon Jouhaux[35].
- 13 novembre : Un C-82 de l'armée américaine s'écrase dans la massif du Sancy, dans le Puy-de-Dôme en raison d'un épais brouillard : 36 morts.
- 15 novembre : premier beaujolais nouveau[36].
- 24 novembre : départ de Toulon du premier voyage du navire de recherche et de découverte Calypso du commandant Cousteau[37].

### Décembre
- 1er décembre : le projet de budget est déposé devant le parlement ; il prévoit 196 milliards de francs d’impôts supplémentaires, dont 165 affectés au programme de réarmement. Le Parlement repousse la loi de finance et ramène l’effort fiscal consacré au réarmement à 140 milliards de francs, issu de la loi du 8 janvier. Les 396 milliard de francs des dépenses militaires sont financés par un prélèvement fiscal de 140 milliards de francs, une aide américaine de 140 milliards et un emprunt de 50 milliards. L'effort fiscal se répartira pour 80 milliards de prélèvements sur les bénéfices entreprises et pour 60 milliards sur les impôts indirects (droit enregistrement, droits d'accise...)[2].
- 19 décembre : découverte du gisement de gaz naturel de Lacq[38].
- 31 décembre : loi créant un fonds de garantie pour les victimes des accidents d'automobiles[39].

## Naissances en 1951
- 13 janvier : Bernard Loiseau, chef cuisinier et restaurateur († 24 février 2003).
- 26 mars : Maxime Leroux, acteur français († 21 janvier 2010).
- 4 mai : Gérard Jugnot,
- 20 mai : Jean-Patrick Courtois
- 30 mai : Alain Anziani, homme politique français († 19 juillet 2025).
- 19 septembre : Marie-Anne Chazel, actrice française.
- 11 octobre : Jean-Jacques Goldman,

## Décès en 1951
- 8 avril : Ferdinand Quénisset (° 8 août 1872), astronome français spécialisé dans l'astrophotographie.
- 19 février : André Gide, écrivain
- 23 juillet : Philippe Pétain (° 24 avril 1856), militaire, diplomate, homme politique, et homme d'État français.